# Lincoln College (Oxford)

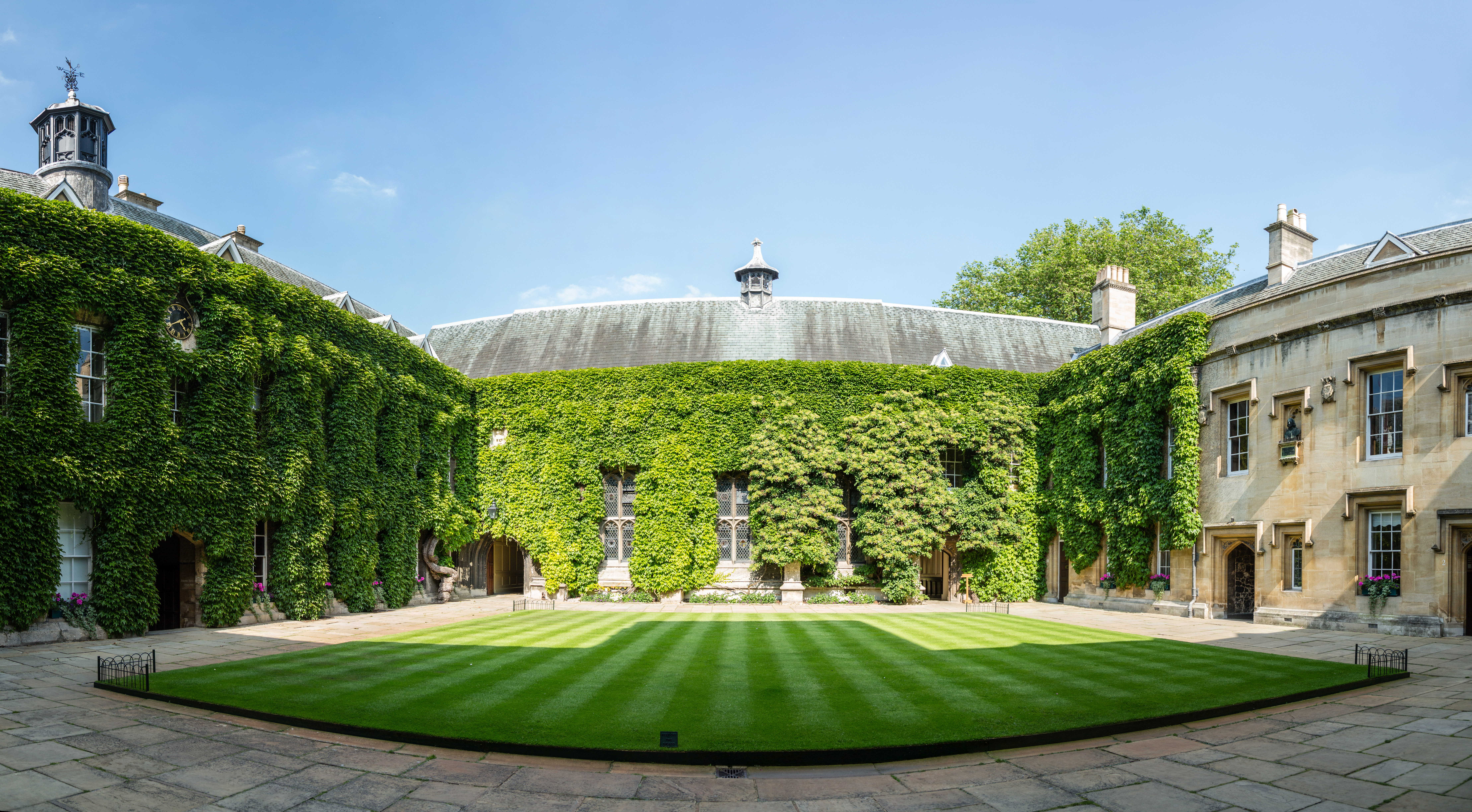
Innenhof des Lincoln College

Das Lincoln College (vollständige Bezeichnung: The College of the Blessed Mary and All Saints, Lincoln) ist ein College der Universität Oxford. Der Bischof von Lincoln gründete es 1427 zur theologischen Ausbildung von Studenten.
Es wurde im Laufe der Jahrhunderte auf Grund von fehlenden Mitteln kaum verändert. Die Bibliothek von Lincoln College befindet sich in der All Saints Church, die mit ihrem Turm und der charakteristischen Rotunde Oxfords berühmte Skyline bestimmt.
Das Schwestercollege von Lincoln in Cambridge ist Downing.